# Alan Banaszek
Alan Banaszek (Varsavia, 30 ottobre 1997) è un ciclista su strada e pistard polacco che corre per il team ATT Investments. Velocista, è professionista dal 2016.

## Palmarès

### Strada
- 2014 (Juniores)

4ª tappa Coupe du Président de la Ville de Grudziądz (Grudziądz > Grudziądz)
- 2015 (Juniores)

Campionati europei, Prova in linea Juniores
- 2016 (CCC Sprandi Polkowice, una vittoria)

Prologo Szlakiem Walk Majora Hubala (Skarżysko-Kamienna > Kamienna Góra, cronometro)
1ª tappa Carpathian Couriers Race (Veszprém > Pápa)
- 2017 (CCC Sprandi Polkowice, cinque vittorie)

International Rhodes Grand Prix
3ª tappa Szlakiem Grodów Piastowskich (Głogów > Polkowice)
Memoriał Grundmanna i Wizowskiego
1ª tappa, 2ª semitappa Wyścig Solidarności i Olimpijczyków (Tomaszów Mazowiecki > Kielce)
Memoriał Henryka Łasaka
- 2018 (CCC Sprandi Polkowice, due vittorie)

3ª tappa Szlakiem Bursztynowym Hellena Tour (Kalisz > Stawiszyn)
4ª tappa Szlakiem Bursztynowym Hellena Tour (Wieruszów > Kalisz)
- 2020 (Mazowsze Serce Polski, due vittorie)

Grand Prix Manavgat-Side
1ª tappa Tour de Bulgarie (Sofia > Pazardžik)
- 2021 (Mazowsze Serce Polski/HRE Mazowsze Serce Polski, cinque vittorie)

Visegrad 4 Bicycle Race-GP Slovakia
2ª tappa Tour of Szeklerland (Odorheiu Secuiesc > Miercurea Ciuc)
Classifica generale Tour of Szeklerland
1ª tappa Tour de Serbie (Požarevac > Mionica)
4ª tappa Tour de Serbie (Prijepolje > Čačak)
- 2022 (HRE Mazowsze Serce Polski, tre vittorie)

2ª tappa Tour of Thailand (Mukdahan > Sakhon Nakhon)
Classifica generale Tour of Thailand
4ª tappa Belgrado-Banja Luka (Doboj > Prijedor)
- 2023 (Human Powered Health, una vittoria)

Campionati polacchi, Prova in linea
- 2024 (Mazowsze Serce Polski, tre vittorie)

4ª tappa Dookoła Mazowsza (Kozienice > Kozienice)
3ª tappa Tour Battle of Warsaw (Ciechanów > Ciechanów)
Classifica generale Tour Battle of Warsaw

#### Altri successi
- 2014 (Juniores)

Classifica a punti Coupe du Président de la Ville de Grudziądz
Classifica giovani Coupe du Président de la Ville de Grudziądz
- 2017 (CCC Sprandi Polkowice)

1ª tappa, 2ª semitappa Settimana Internazionale di Coppi e Bartali (Gatteo a Mare > Gatteo, cronosquadre)
Złoty Pierścień Krakowa
Classifica a punti Wyścig Solidarności i Olimpijczyków
- 2018 (CCC Sprandi Polkowice)

Memoriał Stanisława Królaka
- 2019 (Caja Rural-Seguros RGA)

Memoriał Zbigniewa Szczepkowskiego
- 2021 (Mazowsze Serce Polski/HRE Mazowsze Serce Polski)

Classifica a punti Wyścig Solidarności i Olimpijczyków
Classifica a punti Tour of Szeklerland
- 2022 (HRE Mazowsze Serce Polski)

Classifica a punti Tour of Thailand
1ª tappa Belgrado-Banja Luka (Belgrado, cronosquadre)
Classifica a punti Belgrado-Banja Luka
- 2024 (Mazowsze Serce Polski)

3ª tappa Tour de Kurpie (Kurpiowska Kraina cronosquadre)

### Pista
- 2016

Grand Prix of Poland, Inseguimento a squadre Under-23 (Pruszków, con Michał Rzeźnicki, Szymon Sajnok e Daniel Staniszewski)
Grand Prix of Poland, Corsa a punti Under-23 (Pruszków)
Campionati polacchi, Corsa a punti
Troféu Internacional de Anadia, Corsa a punti (Anadia)
- 2017

Campionati europei, Corsa a punti
- 2018

Campionati polacchi, Corsa a eliminazione
Track Cycling Challenge, Corsa a punti (Grenchen)
- 2019

Campionati polacchi, Corsa a punti
- 2020

Campionati polacchi, Corsa a punti
- 2021

Piceno Sprint Cup, Scratch (Ascoli Piceno)
Campionati polacchi, Scratch
Campionati polacchi, Corsa a punti
Campionati polacchi, Omnium
Campionati polacchi, Americana (con Daniel Staniszewski)
Campionati europei, Omnium
- 2023

GP Presov, Americana (con Piotr Maslak)
Campionati polacchi, Omnium
Campionati polacchi, Americana (con Adam Wozniak)
- 2024

Panevezys, Omnium

## Piazzamenti

### Competizioni mondiali
- Campionati del mondo su strada

Richmond 2015 - In linea Junior: 59º
Doha 2016 - In linea Under-23: 10º
Bergen 2017 - In linea Under-23: 90º
- Campionati del mondo su pista

Hong Kong 2017 - Inseguimento a squadre: 9º
Hong Kong 2017 - Americana: 11º
Apeldoorn 2018 - Inseguimento a squadre: 10º
Apeldoorn 2018 - Corsa a punti: 13º
Roubaix 2021 - Inseguimento a squadre: 8º
Roubaix 2021 - Omnium: 11º
St. Quentin-en-Yv. 2022 - Inseguimento a squadre: 12º
St. Quentin-en-Yv. 2022 - Omnium: 12º
Glasgow 2023 - Omnium: 12º
Ballerup 2024 - Inseguimento a squadre: 9º
Ballerup 2024 - Americana: 13º
Ballerup 2024 - Omnium: 10º
- Giochi olimpici

Parigi 2024 - Omnium: 18º

### Competizioni europee
- Campionati europei su strada

Nyon 2014 - In linea Junior: ritirato
Tartu 2015 - In linea Junior: vincitore
Plumelec 2016 - In linea Under-23: 113º
Herning 2017 - In linea Under-23: 19º
Glasgow 2018 - In linea Elite: ritirato
Monaco di Baviera 2022 - In linea Elite: ritirato
- Campionati europei su pista

Montichiari 2016 - Inseguimento a squadre Under-23: 8º
Montichiari 2016 - Corsa a punti Under-23: 8º
Montichiari 2016 - Americana Under-23: 3º
Berlino 2017 - Inseguimento a squadre: 6º
Berlino 2017 - Corsa a punti: vincitore
Grenchen 2021 - Inseguimento a squadre: 6º
Grenchen 2021 - Omnium: vincitore
Grenchen 2021 - Americana: 14º
Monaco di Baviera 2022 - Inseguimento a squadre: 7º
Apeldoorn 2024 - Omnium: 7º
Apeldoorn 2024- Americana: 6º
Heusden-Zolder 2025 - Inseguimento a squadre: 5º
Heusden-Zolder 2025 - Omnium: 10º